# Irena Kulczycka

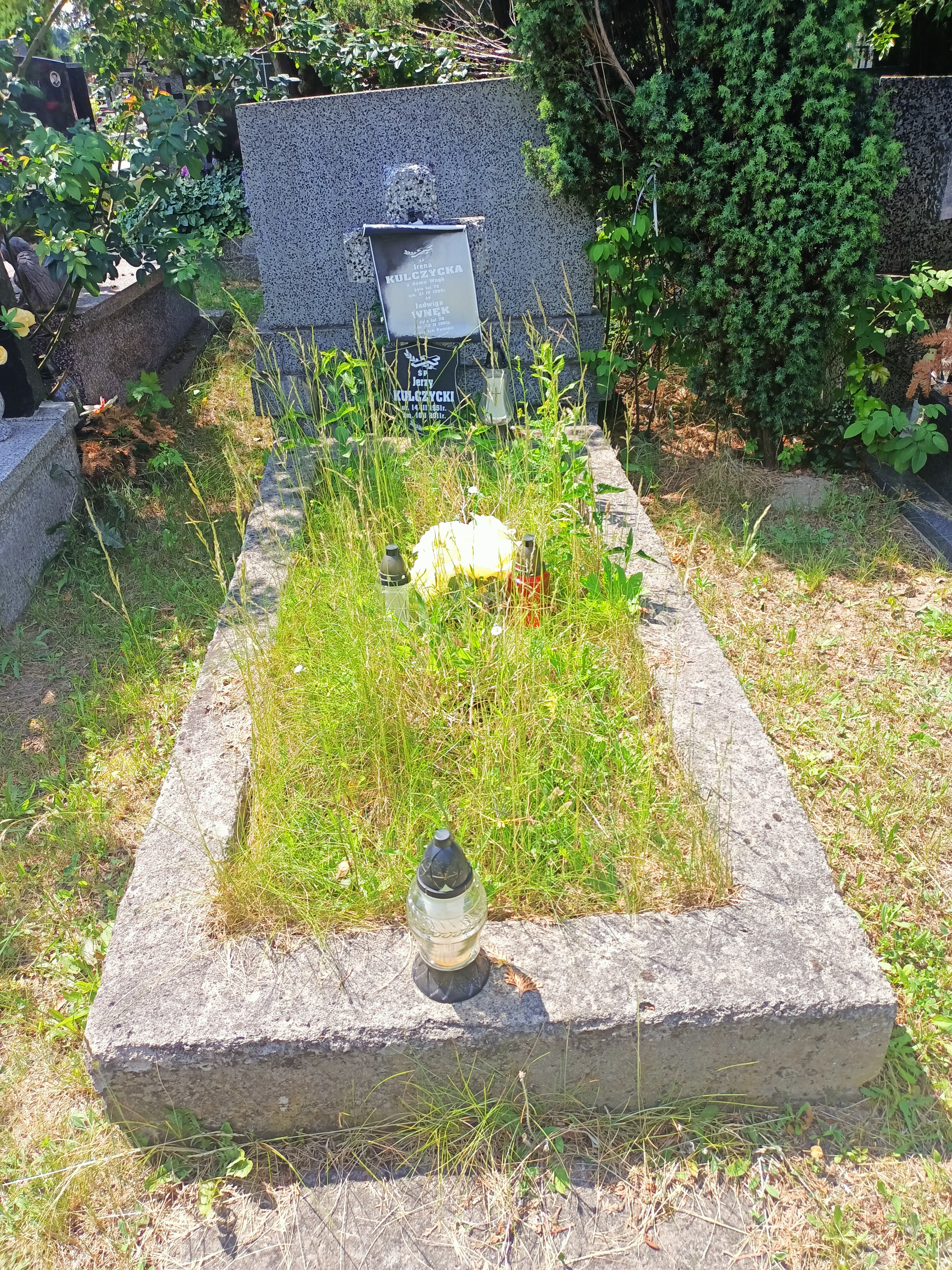
Grób Ireny Kulczyckiej na Cmentarzu komunalnym Północnym w Warszawie

Irena Kulczycka z d. Wnęk ps. „Irys” (ur. 7 lipca 1925 w Nowym Dworze Mazowieckim, zm. 21 kwietnia 1998 w Warszawie) – łączniczka w oddziale dywersyjnym DB-17 Obwód Armii Krajowej Żoliborz, w powstaniu w „Kolegium A”, oddziale dyspozycyjnym Dowódcy Kedywu Warszawskiego AK.

## Życiorys
Urodziła się 7 lipca 1925 w Nowym Dworze Mazowieckim w rodzinie Jana Wnęka, legionisty, oficera WP i Jadwigi z d. Godlewskiej. Miała starszego brata Jerzego i młodszego Janusza. Od 1936 do wybuchu wojny z rodziną mieszkała w Bochni, a w listopadzie 1939 z matką i braćmi, bez ojca, który został we Lwowie wzięty do niewoli sowieckiej, przeniosła się do Warszawy i zamieszkali na Żoliborzu przy ul. Krzechowieckiej, a później Niegolewskiego. Matka pracowała w warsztacie rzemieślniczym, utrzymując w ten sposób całą rodzinę, natomiast Irena do 1944 uczęszczała na kursy tajnego nauczania, które przygotowywały ją do matury i równocześnie była pracownicą zakładu rzemieślniczego produkującego ramki do obrazów.

Do konspiracji Irena weszła w połowie 1943, wprowadzona przez brata Jerzego do grupy dywersyjnej krypt. DB-17 i jako „Irys” pełniła funkcję łączniczki d-cy M. Morawskiego ps. ,,Szeliga", pluton 229, 9 Kompania Dywersji Bojowej Zgrupowania „Żniwiarz" Obwód „Żywiciel". W następnym roku ukończyła kurs szkoły podchorążych. 1 sierpnia 1944 nie mogła dotrzeć do miejsca koncentracji swego oddziału, ponieważ około 16:00 został przez Niemców zablokowany przejazd koło Dworca Gdańskiego. W związku z zaistniałą sytuacją, por. Stanisław Sosabowski ps. „Stasinek” przyjął Irenę jako łączniczkę do „Kolegium A” - Oddziału Dyspozycyjnego Dowódcy Kedywu Okręgu Warszawskiego AK, przydzielonego na Woli do Zgrupowania „Radosław”. Z „Kolegium A" przeszła cały szlak bojowy oddziału z Woli do Starego Miasta. Nocą z 30 na 31 sierpnia z oddziałem przebijała się do Śródmieścia przez Ogród Saski, a następnie do Czerniakowa. W nocy z 16 na 17 września, gdy przewożono pontonami przez Wisłę rannych żołnierzy oddziału Ireny i berlingowców, została poważnie ranna odłamkiem pocisku artyleryjskiego. Leczyła się w Otwocku, a po wyleczeniu ran wróciła do Warszawy. Po latach w poświęconym jej wspomnieniu pośmiertnym ppor. Bolesław Górecki ps. „Śnica” z „Kolegium A” pisał:

Była bardzo odważna, wykonywała zadania bez wahania, spokojna i opanowana, jakby nie odczuwała strachu lub nie zauważała grożących niebezpieczeństw. Pamiętam też, że miała pogodne usposobienie i miły, koleżeński sposób bycia ... .

 Po wojnie mieszkała w Warszawie i pracowała jako biuralistka w Ministerstwie Aprowizacji i Handlu. W 1948 wyszła za mąż za Jana Kulczyckiego ps. Argos, żołnierza „Kolegium A”, który zmarł w 1966 i mieli dwoje dzieci: córkę Grażynę i syna Jerzego. Wychowując samotnie dzieci, mimo słabego zdrowia pracowała przez wiele lat jako kasjerka w Spółdzielni Inwalidów „Inspol”. Od 1948 należała do ZUWoNiD (później ZBoWiD). Była również członkiem NSZZ „Solidarność”. 18 września 1997 została mianowana przez Prezydenta RP na stopień podporucznika.
Zmarła 21 kwietnia 1998 i pochowana została w grobie swojej matki Jadwigi na cmentarzu Północnym kwatera W-II.

## Odznaczenia
- Krzyż Srebrny Orderu Wojennego Virtuti Militari[a] – za udział w walkach z hitlerowskim okupantem w latach 1939-1945
- Krzyż Walecznych  – 28 sierpnia 1959[1]
- Krzyż Armii Krajowej – 18 maja 1983[1]
- Medal Zwycięstwa i Wolności 1945 – 26 marca 1973[1]
- Medal za Warszawę 1939–1945[2]
- Warszawski Krzyż Powstańczy[2]
- Odznaka Grunwaldzka[2]